# Csang Csien (diplomata)
Zhang Qian (kínai:張騫; Wade-Giles Chang Ch'ien, népszerű magyar: Csang Csien alternatív átírás: Csang Kien) Han Vu-ti kínai császár  diplomatája volt az i. e. 2. században. Küldetése során bejárta Belső-Ázsiát. Az erről adott jelentései a korszak kitűnő történeti földrajzi forrásai, az ekkor Kína szomszédságában élő nomád népekről, a hsziungnukról, szakákról, kusánokról és másokról.

## Élete

### Küldetése a jüecsikhez
Han Vu-ti császár i. e. 139-ben megbízta Csang Csient, hogy keresse meg a néhány évtizeddel azelőtt nyugatra vándorolt kusánokat. A kusánokat korábbi lakóhelyükről,  Kanszuból a hsziungnuk szorították ki (Mao-tun és Lao-sang sanjük), létrehozva a Hsziungnu Birodalmat, amelyik ekkor a Kínától északra és nyugatra levő területeket uralta. Csang elindult, de hsziungnuk fogságába esett, mivel a hsziungnuk ellenőrzése alatt volt az összes útvonal. Jól bántak vele, nemes ember módjára, meg is házasodhatott, gyerekei is születtek. Nem feledkezett el azonban küldetéséről, az első adandó alkalommal – tíz év múlva – folytatta útját nyugat felé. Megtalálta a kusánokat, akiket nem tudott azonban rábeszélni a szövetségre, mivel tartottak a hsziungnuktól, akikkek kapcsolatban oly sok rossz emlékük volt. Csang hazaindult, és újabb egyéves hsziungnu fogság után visszaérkezett a kínai udvarba, ahol beszámolt útjáról. Jelentései fontos információkat tartalmaztak az udvar – és az utókor – számára a nyugati területek népeiről, a hsziungnukról, kusánokról, szakákról és másokról.